# Экхоуд, Жорж
Жорж Экаут, Экауд, Жорж (Георгес) Экгуд, Экгоуд , Экоут  (фр. ; 27 мая 1854, Антверпен, Бельгия — 29 мая 1927, Схарбек, Бельгия) — бельгийский франкоязычный писатель, поэт, эссеист, драматург, художественный критик, переводчик. Член Королевской академии французского языка и литературы (1920—1927).

## Биография
Родился в зажиточной семье, но рано потерял родителей. Образование получил в Мехелен и Швейцарии.
Работал журналистом, корректором в антверпенском Precursor, литературным редактором La Jeune Belgique. В 1895 году он и Эмиль Верхарн основали журнал Le Coq Rouge («Красный петух»), радикальный литературный обзор.
Анархист. Гомосексуал.

## Творчество
Начинал как поэт. Чтобы выразить свои взгляды на изменения в обществе, позже обратился к прозе.
Писатель-реалист. Представитель франкоязычного натурализма.
Современники называли его «Мопассаном стран Бенилюкса». Произведения Ж. Экхоуда написаны в стиле современных ему французских авторов. Сила его литературного таланта заключалась в реализме и своеобразном языке.
В 1877, при финансовой помощи своей бабушки опубликовал свои первые две книги стихов «Myrtes et Cyprès» и «Zigzags Poétiques et Pittoresques» (1879). В начале 1880-х годов был связан с членами литературного объединения «Молодая Бельгия» и Les XX. Среди наиболее известных поэтических произведений Ж. Экхоуда La Mare aux Sangues, Nina, Raymonne и La Guigne.
Его первый роман «Kees Doorik» был опубликован в 1884 году. Затем последовали «Les Kermesses» (1884), «Les Milices de Saint-François» (1886), «Les Nouvelles Kermesses» (1887), «La Nouvelle Carthage» (1888).
Последний признан самым блестящим романом писателя, за который в 1894 был награждён призом в области французской литературы в Бельгии (Prix quinquennal de littérature française) в размере 5000 франков.
Ж. Экхоуд получил похвалу известных писателей Эдмона де Гонкура и Ж. Гюисманса, которые прислали ему личные письма. Его вторую книгу прозы «Les Kermesses» (1884), хвалили не только Гонкур и Гюисманс, но и Эмиль Золя, о котором Экхоуд написал эссе в 1879 году.
Занимался переводами на французский английской поэзии.
В 1899 году Ж. Экхоуд предложил своим читателям новый и смелый роман «Escal-Vigor», которым шокировал читающую публику. Книга была посвящена теме гомосексуализма и вызвала скандал в обществе. Позже книга была переведена на английский, немецкий, голландский, русский, румынский и чешский языки.

## Избранные произведения
- Myrtes et Cyprès (поэзия, 1877)
- Zigzags poétiques (поэзия, 1877)
- Kees Doorik (роман, 1883)
- Kermesses (1884)
- Les Milices de Saint-François. (роман, 1886)
- Nouvelles Kermesses.
- La Nouvelle Carthage. (роман, 1888)
- Les Fusillés de Malines.
- Au Siècle de Shakespeare.
- Mes Communions.
- Philaster
- La Duchesse de Malfi
- Le Cycle Patibulaire (1896)
- Escal-vigor (1899)
- La faneuse d’amour (роман, 1900)
- L’Autre Vue (1904)
- Les Libertins d’Anvers (1912)
- Dernières Kermesses (1920)
- Mon bien aimé petit Sander: Lettres de Georges Eekhoud à Sander Pierron, suivies de six lettres de Sander Pierron à Georges Eekhoud (1993).